# Janoszewo
Janoszewo (mac. Јаношево) – wieś w południowej Macedonii Północnej, terytorialnie i administracyjnie należąca do gminy Negotino. Według stanu na 2002 rok jej liczebność wynosiła 0 mieszkańców.

położenie wsi na mapie gminy

Według danych ze spisu powszechnego przeprowadzonego w 2002 roku, wieś Janoszewo była miejscowością opuszczoną, którą nie zamieszkiwał żaden człowiek.